# آل حسين (الصومعة)

تعديل مصدري - تعديل

آل حسين هي إحدى قرى عزلة الصومعة بمديرية الصومعة التابعة لمحافظة البيضاء، بلغ تعداد سكانها 39 نسمة حسب تعداد اليمن لعام 2004.